# لوئیس فیرنس
لوئیس فیرنس (انگلیسی: Louis Fierens; ۱۴ اکتبر ۱۸۷۵ – ۱ ژانویهٔ ۱۹۶۷) کماندار اهل بلژیک بود.